# Чемпіонат світу з легкої атлетики в приміщенні 2018 — 60 метрів з бар'єрами (жінки)
Змагання з бігу на 60 метрів серед жінок на Чемпіонаті світу з легкої атлетики в приміщенні 2018 у Бірмінгемі відбулись 2 та 3 березня в Арені Бірмінгем.

## Рекорди
На початок змагань основні рекордні результати були такими:
| WIR | Сюзанна Каллур Швеція | 7,68 | Карлсруе Німеччина | 10 лютого 2008  |
| CR  | Лоло Джонс США        | 7,72 | Доха Катар         | 13 березня 2010 |
| WL  | Шаріка Нелвіс США     | 7,70 | Альбукерке США     | 18 лютого 2018  |

Під час змагань були встановлені наступні основні рекордні результати:
| CR | Кендра Гаррісон США | 7,70 | Бірмінгем Велика Британія | 3 березня 2018 |
| WL | Кендра Гаррісон США | 7,70 | Бірмінгем Велика Британія | 3 березня 2018 |

## Розклад
| Дата           | Час початку | Стадія    |
| -------------- | ----------- | --------- |
| 2 березня 2018 | 18:05       | Забіги    |
| 3 березня 2018 | 18:05       | Півфінали |
| 3 березня 2018 | 20:55       | Фінал     |

Вказаний місцевий час (UTC+0)

## Результати

### Забіги
Умови кваліфікації до наступного раунду: перші четверо з кожного забігу (Q) та четверо найшвидших за часом з тих, які посіли у забігах місця, починаючи з п'ятого (q).
Забіг 1
| Місце | Атлетка           | Країна     | Час  | Примітки |
| ----- | ----------------- | ---------- | ---- | -------- |
| 1     | Шаріка Нелвіс     | США        | 7,97 | Q        |
| 2     | Стефані Бендрат   | Австрія    | 8,06 | Q        |
| 3     | Нооралотта Незірі | Фінляндія  | 8,13 | Q        |
| 4     | Еф'є Бонс         | Нідерланди | 8,16 | Q        |
| 5     | Вероніка Борсі    | Італія     | 8,27 |          |
| 6     | Андреа Варгас     | Коста-Рика | 8,34 |          |
|       | Елізавет Песіріду | Греція     | DNF  |          |

Забіг 2
| Місце | Атлетка                 | Країна          | Час  | Примітки |
| ----- | ----------------------- | --------------- | ---- | -------- |
| 1     | Ізабель Педерсен        | Норвегія        | 7,93 | Q, PB    |
| 2     | Крістіна Меннінг        | США             | 7,96 | Q        |
| 3     | Андреа Іванчевич        | Хорватія        | 8,15 | Q        |
| 4     | Елін Берінгс            | Бельгія         | 8,20 | Q        |
| 5     | Беате Шротт             | Австрія         | 8,27 |          |
| 6     | Меган Маррс             | Велика Британія | 8,28 |          |
| 7     | Еліза Марія ді Ладзарро | Італія          | 8,35 |          |

Забіг 3
| Місце | Атлетка            | Країна            | Час  | Примітки |
| ----- | ------------------ | ----------------- | ---- | -------- |
| 1     | Девінн Чарлтон     | Багамські Острови | 7,95 | Q, SB    |
| 2     | Сінді Роледер      | Німеччина         | 7,97 | Q        |
| 3     | Надін Віссер       | Нідерланди        | 8,01 | Q        |
| 4     | Ельвіра Герман     | Білорусь          | 8,07 | Q        |
| 5     | Мішель Дженнеке    | Австралія         | 8,20 | q, SB    |
| 6     | Мерілін Нвавулор   | Велика Британія   | 8,22 |          |
| 7     | Анамарія Нестерьюк | Румунія           | 8,32 |          |
| 8     | Елін Вестерлунд    | Швеція            | 8,36 |          |

Забіг 4
| Місце | Атлетка         | Країна      | Час  | Примітки |
| ----- | --------------- | ----------- | ---- | -------- |
| 1     | Кендра Гаррісон | США         | 7,77 | Q        |
| 2     | Анна Плотіцина  | Україна     | 8,11 | Q        |
| 3     | Лука Козак      | Угорщина    | 8,16 | Q        |
| 4     | Ліндсі Ліндлі   | Нігерія     | 8,17 | Q        |
| 5     | Ріетта Гурске   | Фінляндія   | 8,20 | q        |
| 6     | Анджела Вайт    | Канада      | 8,21 | SB       |
| 7     | Карель Зікет    | Кот-д'Івуар | 8,43 |          |

Забіг 5
| Місце | Атлетка          | Країна    | Час  | Примітки |
| ----- | ---------------- | --------- | ---- | -------- |
| 1     | Тобі Амусан      | Нігерія   | 7,95 | Q        |
| 2     | Саллі Пірсон     | Австралія | 7,96 | Q, SB    |
| 3     | Аліна Талай      | Білорусь  | 8,11 | Q        |
| 4     | Кароліна Колечек | Польща    | 8,16 | Q, SB    |
| 5     | Івана Лончарек   | Хорватія  | 8,16 | q        |
| 6     | Грета Керекеш    | Угорщина  | 8,20 | q        |
| 7     | Рікарда Лобе     | Німеччина | 8,21 |          |
| 8     | Мулерн Жан       | Гаїті     | 8,43 |          |

### Півфінали
Умови кваліфікації до наступного раунду: перші четверо з кожного забігу (Q).
Забіг 1
| Місце | Атлетка          | Країна            | Час  | Примітки |
| ----- | ---------------- | ----------------- | ---- | -------- |
| 1     | Крістіна Меннінг | США               | 7,83 | Q        |
| 2     | Девінн Чарлтон   | Багамські Острови | 7,89 | Q        |
| 3     | Тобі Амусан      | Нігерія           | 7,91 | q        |
| 4     | Ельвіра Герман   | Білорусь          | 8,06 |          |
| 5     | Ганна Плотіцина  | Україна           | 8,09 |          |
| 6     | Івана Лончарек   | Хорватія          | 8,21 |          |
| 7     | Мішель Дженнеке  | Австралія         | 8,22 |          |
| 8     | Лука Козак       | Угорщина          | 8,24 |          |

Забіг 2
| Місце | Атлетка           | Країна     | Час  | Примітки |
| ----- | ----------------- | ---------- | ---- | -------- |
| 1     | Кендра Гаррісон   | США        | 7,79 | Q        |
| 2     | Сінді Роледер     | Німеччина  | 7,86 | Q        |
| 3     | Саллі Пірсон      | Австралія  | 7,92 | SB       |
| 4     | Аліна Талай       | Білорусь   | 8,07 |          |
| 5     | Ліндсі Ліндлі     | Нігерія    | 8,08 |          |
| 6     | Грета Керекеш     | Угорщина   | 8,17 |          |
| 7     | Нооралотта Незірі | Фінляндія  | 8,20 |          |
| 8     | Еф'є Бонс         | Нідерланди | 8,24 |          |

Забіг 3
| Місце | Атлетка          | Країна     | Час  | Примітки |
| ----- | ---------------- | ---------- | ---- | -------- |
| 1     | Надін Віссер     | Нідерланди | 7,83 | Q, NIR   |
| 2     | Шаріка Нелвіс    | США        | 7,86 | Q        |
| 3     | Ізабель Педерсен | Норвегія   | 7,86 | q, PB    |
| 4     | Андреа Іванчевич | Хорватія   | 8,07 | SB       |
| 5     | Стефані Бендрат  | Австрія    | 8,10 |          |
| 6     | Елін Берінгс     | Бельгія    | 8,14 |          |
| 7     | Ріетта Гурске    | Фінляндія  | 8,20 |          |
| 8     | Кароліна Колечек | Польща     | 8,21 |          |

### Фінал
| Місце | Атлетка          | Країна            | Час  | Примітки |
| ----- | ---------------- | ----------------- | ---- | -------- |
| 1     | Кендра Гаррісон  | США               | 7,70 | CR, WL   |
| 2     | Крістіна Меннінг | США               | 7,79 |          |
| 3     | Надін Віссер     | Нідерланди        | 7,84 |          |
| 4     | Шаріка Нелвіс    | США               | 7,86 |          |
| 5     | Сінді Роледер    | Німеччина         | 7,87 |          |
| 6     | Ізабель Педерсен | Норвегія          | 7,94 |          |
| 7     | Тобі Амусан      | Нігерія           | 8,05 |          |
| 8     | Девінн Чарлтон   | Багамські Острови | 8,18 |          |